# День українського спортовця
День українського спортовця — це національне спортивне свято, започатковане в Галичині у 1920-х роках. Згодом святкування поширилося за межі України — серед української еміграції та діаспори. Після відновлення незалежності України, свято відновилося на регіональному рівні.
23 травня 1925 року Український Спортовий Союз спільно з усіма львівськими українськими спортовими товариствами та секціями різних установ організував перший День Українського Спортовця. Проте є свідчення про існування цього свята, щонайменше, у 1922 році.
Свято широко відзначалося під польською окупацією в 1930-х роках.
Після початку російської, а згодом німецької окупації Галичини, масштабне святкування припинилося, однак прояви збереження традиції все ж мали місце.
Після Другої світової війни свято відродилося в таборах переміщених осіб (ДіПі) в Західній Європі.
Починаючи щонайменше з 1962 року, День українського спортовця святкується в діаспорі, зокрема в США та Канаді.

## Формат святкування
Кожен спортивний колектив відкривав День українського спортовця спортивним парадом. Після параду відбувалися дві основні частини святкування:
- Рухлива частина — масові гімнастичні виступи, перетягування каната.
- Спортивна частина — легкоатлетичні змагання, велогонки, спортивні та рухливі ігри[11][12].